# NGC 5888
NGC 5888 é uma galáxia espiral barrada (SBbc) localizada na direcção da constelação de Boötes. Possui uma declinação de +41° 15' 52" e uma ascensão recta de 15 horas, 13 minutos e 07,4 segundos.
A galáxia NGC 5888 foi descoberta em 9 de Abril de 1787 por William Herschel.